# Alfréd Rényi
Alfréd Rényi (Budapest, 20 de marzo de 1921-Íb., 1 de febrero de 1970) fue un matemático húngaro que hizo importantes contribuciones a la teoría de combinatoria y de teoría de grafos sobre grafos aleatorios.

## Biografía
Sus padres fueron Artur Rényi, un ingeniero mecánico, y Barbara Alexander, hija de un filósofo y crítico literario, Bernát Alexander. Su maestro le impidió matricularse en la universidad en 1939 debido a las leyes antijudías vigentes en ese momento, pero logró matricularse en la Universidad Eötvös Loránd de Budapest en 1940 y terminó sus estudios en 1944. En este punto fue encarcelado en un campamento de trabajo, escapó, y concluyó su Ph.D. en 1947 en la Universidad de Szeged, bajo la asesoría de Frigyes Riesz. Se casó con la matemática Katalin Schulhof en 1946; Zsuzsa, su hija, nació en 1948. Después de un breve puesto de asistente de cátedra en Budapest, fue nombrado profesor extraordinario en la Universidad de Debrecen en 1949.

## Aportaciones
Rényi demostró que existe un número {\displaystyle K} tal que cada número es la suma de un número primo y un número escrito como producto de los números primos de la descomposición de {\displaystyle K}. Véase también la conjetura de Goldbach. Hizo progresos en la Teoría de la información introduciendo un concepto denominado espectro de las entropías Rényi de orden α, dando un paso de generalización a la teoría de la entropía de Shannon y la divergencia de Kullback-Leibler. Las entropías de Rényi dan información fundamental a los índices de diversidad y proporcionan conexiones con las dimensiones fractales.
Escribió 32 documentos en colaboración con Paul Erdős, el más conocido de los cuales está presenta el modelo Erdős-Rényi sobre generación de grafos aleatorios

## Citas
Alfréd Rényi es probablemente la fuente de la cita «Un matemático es un dispositivo para convertir café en teoremas», que es atribuida generalmente a Erdős. Se puede decir que se hizo famoso por la frase «Si me siento infeliz, hago matemáticas para ser feliz. Si me siento feliz, hago matemáticas para seguir siendo feliz».